# Jeolla Settentrionale
La provincia del Jeolla Settentrionale (Jeollabuk-do; 전라북도; 全羅北道), nota anche come Jeonbuk, è una delle suddivisioni amministrative della Corea del Sud.
Venne creata nel 1896 insieme alla provincia del Jeolla Meridionale dalla divisione della precedente provincia di Jeolla.
Il capoluogo è Jeonju che fu anche capoluogo dell'intera provincia di Jeolla prima del 1896.

## Geografia antropica

### Suddivisioni amministrative
Il Jeolla Settentrionale è suddiviso in sei città (si) e otto contee (gun).

#### Città
| - Jeonju (전주시; 全州市, capoluogo) - Jeongeup (정읍시; 井邑市) | - Gunsan (군산시; 群山市) - Namwon (남원시; 南原市) | - Iksan (익산시; 益山市) - Gimje (김제시; 金堤市) |

#### Contee
| - Contea di Buan (부안군; 扶安郡) - Contea di Gochang (고창군; 高敞郡) - Contea di Imsil (임실군; 任實郡) | - Contea di Jangsu (장수군; 長水郡) - Contea di Jinan (진안군; 鎭安郡) - Contea di Muju (무주군; 茂朱郡) | - Contea di Sunchang (순창군; 淳昌郡) - Contea di Wanju (완주군; 完州郡) |